# Stielhandgranate 39
La Stielhandgranate 39 era una bomba a mano tedesca della seconda, evoluzione della Stielhandgranate 24. Da essa venne sviluppata infine la Stielhandgranate 43.

## Descrizione
La granata era costituita da un involucro di metallo in lega leggera di ferro o acciaio ("testa") contenente l'esplosivo (TNT) avvitato su un manico cavo di legno. All'interno del manico era contenuta la spoletta collegata ad una corda doppia con attaccata una "palla-guida" di porcellana. La parte inferiore era chiusa da un tappo metallico a vite in cui un dischetto metallico impediva il movimento della stessa. L'innesco era dato da un acciarino a frizione presente nella spoletta che veniva azionato tirando per la "palla-guida" la corda. Questa era collegata alla miccia che accendeva il detonatore con un leggero ritardo, tarato in 4-5 secondi, per permettere al soldato di lanciarla. La spoletta era una Brennzünder 24 (BZ 40) a strappo con acciarino a frizione, con ritardo di 4-5 secondi.
Dopo il 1941, per aumentarne l'efficacia, divenne disponibile un manicotto preframmentato in ghisa (Splitterring, anello frammentato), da infilare intorno alla a "testa".
Più granate potevano essere unite in un "grappolo" a formare una carica satchel per attaccare i bunker o per abbattere ostacoli. Cinque o sei teste di granate sferiche veniva legate intorno alla testa di una Stielhandgranate centrale munita di manico. Le corde di innesco venivano legate tra loro in modo da azionare le bombe contemporaneamente prima del lancio.